# Rymer Point
Rymer Point är en udde i Kanada.   Den ligger i territoriet Nunavut, i den centrala delen av landet, 3 400 km nordväst om huvudstaden Ottawa.
Terrängen inåt land är platt. Havet är nära Rymer Point västerut. Trakten runt Rymer Point är nära nog obefolkad, med mindre än två invånare per kvadratkilometer.. Det finns inga samhällen i närheten.